# Yumiko Ōshima
Yumiko Ōshima (jap. 大島 弓子, Ōshima Yumiko; * 31. August 1947 in Tochigi, Japan) ist eine japanische Manga-Zeichnerin, deren Werke sich an Mädchen richten und somit dem Shōjo-Genre zuzuordnen sind. Sie wird wie etwa auch Moto Hagio und Riyoko Ikeda zur Gruppe der 24er gezählt.

## Biografie
Ihren ersten Manga als professionelle Zeichnerin veröffentlichte sie 1968 mit der melodramatischen Kurzgeschichte Paula no Namida in einer Frühlings-Sonderausgabe des Manga-Magazins Margaret, für das zu dieser Zeit unter anderem Chikako Urano und Hideko Mizuno arbeiteten. In den folgenden Jahren konzentrierte sie sich weiterhin auf kurze Werke und veröffentlichte diese in Magazinen wie Seventeen, Bessatsu Shōjo Friend, Bessatsu Shōjo Comic, Princess und Shōjo Comic, die sich allesamt an jugendliche Mädchen im Mittel- oder Oberschulalter richten. Auch für die beiden ersten Josei-Magazine, Funny und Papillon, schuf sie Kurzgeschichten. Ihre kurzen Mangas, vor allem Tanjō über eine schwangere Jugendliche, standen in der Gunst der Kritiker und für Mimoza-yakata de Tsukamaete wurde sie 1974 mit dem Japan Cartoonists Association Award ausgezeichnet.
Banana Bread no Pudding, das von 1977 bis 1978 im Seventeen erstmals veröffentlicht wurde, war eines ihrer wenigen längeren Werke. In der über 350 Seiten umfassenden Geschichte beschreibt sie ein Mädchen, das nachts stets Angst vor dem Kommen eines bösen Clowns hat und zunächst von ihrer großen Schwester „beschützt“ wird, die durch ihre Ehe aber keine Zeit mehr für das Mädchen hat. Daraufhin beschließt das Mädchen, einen Homosexuellen zu heiraten.
Der Durchbruch gelang der Autorin mit Wata no Kuni Hoshi, einer weiteren längeren Manga-Serie. Wata no Kuni Hoshi, das aus über 900 Seiten besteht, erschien erstmals 1978 im LaLa, einem Magazin, für das unter anderem auch Ryōko Yamagishi und Keiko Takemiya zeichneten. Es geht um das Catgirl Chibineko, ein Mädchen mit Katzenohren und Katzenschwanz, das von den Menschen verstanden werden möchte. Diese nehmen anstatt der Stimme von Chibineko allerdings nur Miauen wahr. Der Manga, der 1979 den Kodansha-Manga-Preis in der Kategorie Shōjo gewann und 1984 als Anime-Film umgesetzt wurde, ist, so Masano Amano in dem Band Manga Design, „keine nette Tiergeschichte, vielmehr werden psychische und mentale Befindlichkeiten äußerst differenziert dargestellt.“ Nachdem sie Wata no Kuni Hoshi 1987 abgeschlossen hatte, zeichnete sie für Magazine wie Asuka und Young Rose.
1997 stellte man fest, dass sie Eierstockkrebs hatte. Sie besiegte die Krankheit nach einer Operation und schrieb über diese Erfahrung in ihren folgenden Werken, Essays in Manga-Form, meist über ihre Katzen, und ein Bilderbuch über die Protagonistin von Wata no Kuni Hoshi. Eines dieser Essays, Gū-gū datte Neko de aru, wurde 2001 und 2003 für den Osamu-Tezuka-Kulturpreis nominiert und 2008 mit demselben Preis ausgezeichnet.
Yumiko Ōshima beeinflusste nicht nur andere Manga-Zeichner wie Kyōko Okazaki, sondern auch Schriftsteller – darunter Banana Yoshimoto –, Filmschaffende und andere Künstler wie die japanische Rockband Spitz. Während ihre Werke in Japan ständig neu aufgelegt, nahm man Ōshima außerhalb ihres Heimatlandes kaum wahr. Bislang ist keiner ihrer Comics in Europa erschienen. Einige ihrer Mangas wurden auch verfilmt, so beispielsweise Akasuika Kisuika und Kinpatsu no Sōgen unter der Regie von Isshin Inudō.

## Werke (Auswahl)
- Paula no Namida (ポーラの涙, Pōra no Namida); 1968
- Tanjō (誕生), 1970–1971
- Mimoza-yakata de Tsukamaete (ミモザ館でつかまえて), 1973
- Nazuna yo Nazuna (なずなよなずな), 1974
- Ichigo Monogatari (いちご物語), 1975
- Freud-shiki Ranmaru (F式蘭丸), 1975
- Shichigatsu Nanoka ni (七月七日に), 1976
- Banana Bread no Pudding (バナナブレッドのプディング, Banana Bureddo no Pudingu), 1977–1978
- Wata no Kuni Hoshi (綿の国星), 1978–1987
- Akasuika Kisuika (赤すいか黄すいか), 1979
- Sakura Jikan (桜時間), 1972
- Kinpatsu no Sōgen (金髪の草原), 1983
- Mainichi ga Natsuyasumi (毎日が夏休み), 1989
- Koi wa Newton no Ringo (恋はニュートンのリンゴ, Koi wa Nyūton no Ringo), 1990
- Christmas no Kiseki (クリスマスの奇跡, Kuriszmasu no Kiseki), 1995
- Gū-gū datte Neko de aru (グーグーだって猫である), seit 1996